# Ангуло, Брайан (футболист, 1995)
Брайан Деннис Ангуло Тенорио (исп. Brayan Dennis Angulo Tenorio; род. 30 ноября 1995 года, Гуаякиль, Эквадор) — эквадорский футболист, полузащитник клуба «Стронгест» и сборной Эквадора.

## Биография
Ангуло начал профессиональную карьеру в клубе «Эмелек». 11 октября 2014 года в матче против «Манты» он дебютировал в эквадорской Примере. В своём дебютном сезоне Ангуло стал чемпионом Эквадора. 30 апреля 2016 года в поединке против «Аукас» Брайан забил свой первый гол за «Эмелек». В составе клуба Ангуло ещё трижды выиграл чемпионат. В 2017 году в матчах Кубка Либертадорес против колумбийского «Индепендьенте Медельин» и перуанского «Мельгара» он забил три гола. В 2018 году в поединках Кубка Либертадорес против колумбийского «Санта-Фе» и бразильского «Фламенго» Брайан отметился двумя мячами.
21 ноября 2018 года в товарищеском матче против сборной Панамы Ангуло дебютировал за сборную Эквадора.

## Достижения
- Чемпион Эквадора (3): 2014, 2015, 2017
- Чемпион Мексики (1): Клаусура 2021
- Обладатель трофея Чемпион чемпионов (1): 2021